# アンサール (スーダン)

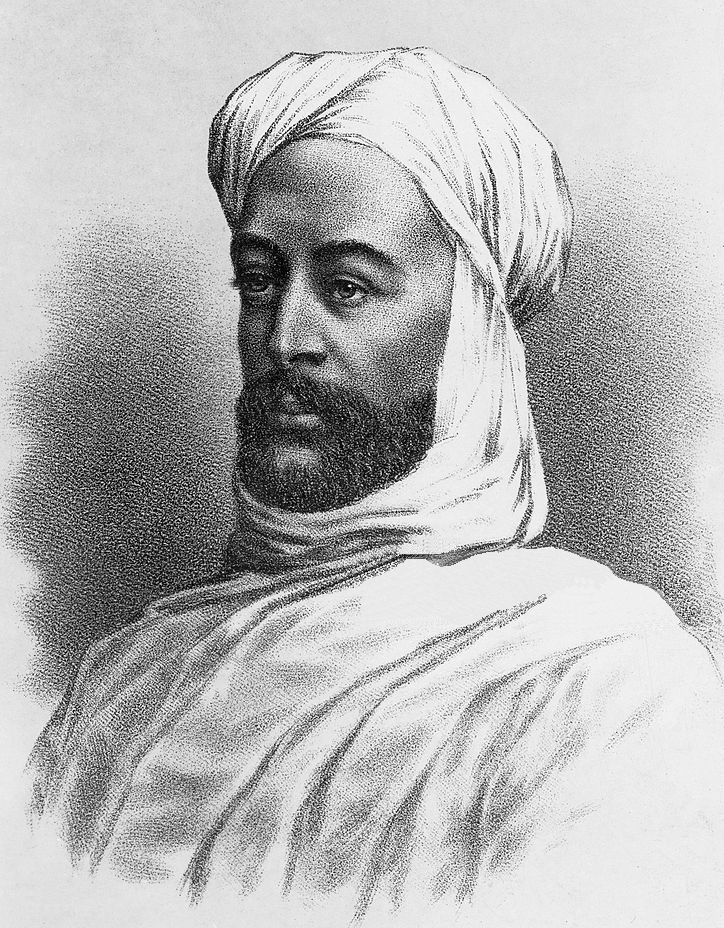
アンサール運動（マフディー運動）を煽動した人物、ムハンマド・アフマド・アル＝マフディー

1890年代スーダンにおける宗教運動であったマフディー運動において、アンサール（Ansar (アラビア語: أنصار)）とは、マフディー運動への参加者を意味する言葉である。アンサールは「マフディー」を自称したムハンマド・アフマド (12 August 1844 – 22 June 1885) の弟子であった。
北スーダンにはアラビア語を話す人々が住んで久しく、彼らはナイル峡谷内で土地を耕したり、その他の土地で遊牧生活を営んでいたりしていた。スーダンは1820-21年にオスマン帝国軍の侵攻を受けて征服され、エジプトのムハンマド・アリー朝の支配下に入るようになった。ムハンマド・アフマドは、ナイル川の川中島、アーバー島を拠点にした宗教家であるが、1881年6月29日に自分がマフディーであることを公言した。彼の言葉を信じるものたちはエジプト人を相手に勝利を重ね、最盛期の1885年1月にはハルトゥームの町を陥れた。
ムハンマド・アフマドはその数ヶ月後に亡くなるが、その後継者、アブドゥッラー・アッ＝タアーイシーはマフディー国家（ダウラ・アル＝マフディーヤ）の独立を、イギリスとエジプトによる連合軍の「秩序回復」がなされる1898年まで保った。イギリスとエジプトの統治下にあった時代（英埃領スーダン、1898-1955年）を通して、アンサールたちの宗教的、政治的指導者であったのは、ムハンマド・アフマドの息子、アブドゥルラフマン・アル＝マフディーであった。スーダンが独立を達成した1956年1月以後も、アブドゥルラフマンとその子孫たち（マフディー家）がマフディー運動を率いた。

## マフディーヤ
ムハンマド・アフマドはアッラーから直接、啓示を受けたと主張した。1883年から1885年の間にスーダンを支配すると、マフディー信者による支配体制を確立した。この体制はシャリーアに変更を加えた法により支配されていた。ムハンマド・アフマドは、信者を他の教団（タリーカ）の信者と区別するため、彼らをダルウィーシュと呼ばないように命じた。その代わりに彼らを指す言葉として用いたのが、アンサールであった。アンサールとはアラビア語で「助ける人」を意味し、歴史的には預言者ムハンマドが信者を連れてマッカ（メッカ）から脱出したとき（ヒジュラ）、彼らを迎え入れたヤスリブ（メディーナ）の人々に対してムハンマドが使った言葉である（→アンサール (イスラーム) 参照）。
ムハンマド・アフマドは自分の代理となりうる者（ハリーファ）として三人の男を指名した。アブドゥッラー・アッ＝タアーイシー、アリー・ワド・ヒルー、ムハンマド・アッ＝シャリーフ（ムハンマド・アフマドの年下の従兄弟でありかつ女婿）の三人である。ムハンマド・アフマドは預言者ムハンマドにまつわる故事をまねた。預言者には四人の正統カリフが続いた。アブドゥッラーがアブー・バクル、アリー・ワド・ヒルーがウマル、ムハンマド・アッ＝シャリーフがアリーに、それぞれ対応した。ウスマーンにはサヌースィー教団のシャイフのために取っておいたが、辞退された。ムハンマド・アフマドはハルトゥームを占拠した数ヵ月後の1885年6月22日に亡くなり、アブドゥッラーがアンサールの指導者になったが、ムハンマド・アッ＝シャリーフを含むマフディー家の人々たちからの挑戦を受けた。

### マフディー国 (1885-1898)
マフディー国（ダウラ・マフディーヤ）はジハード国家として、当初、軍政が敷かれていた。裁判はイスラーム法（シャリーア）に基づいて行われたが、アル＝マフディー（ムハンマド・アフマド）が直接指示することも、既存のシャリーアと同じ効力を持った。のちにカリフ制（ハリーファが執政するシステム）が確立すると保守化した。マフディー国は拡張主義的であり、エチオピアと何度か戦争をした。
1892年にハーバート・キッチナーがエジプト方面軍の司令官に任命された。キッチナーが率いるイギリス・エジプト連合軍主力部隊は、入念な準備と慎重な進軍でナイル川沿いに南下し、1898年9月2日にウンム＝ドゥルマーン（オムドゥルマン）でマフディー国の信者52,000人と衝突した（オムドゥルマンの戦い）。アンサールたちは、機関銃などの最新鋭の重火器で武装したイギリス軍に敗れた。ハリーファ・アブドゥッラーは逃げ延びたが、1899年11月25日にクルドゥファーン地方で他の指導者とともに殺された。

## 信仰
『ハディース』によると、「マフディーほど私に似る者はいないだろう」と預言者ムハンマドは言ったとされる。また、マフディーは「人心が冷酷無情になり、大地が邪悪で満つるとき」に出現するとされている。そして、マフディーの出現に続いて、反救世主が現れる。反救世主の出現には最後の審判の時が来たことを示す予兆が伴う。予兆の一つには、預言者イーサー（イエス・キリスト）の再臨がある。スンナ派の神話においては、救世主イーサーが反救世主を倒すとされている。
ムハンマド・アフマドは、自分が「アル＝マフディー・アル＝ムンタザル」であると世人に明かした。これは「待ち望まれていた、正しく導かれた者」を意味し、普通は上述の、最後の審判を準備するマフディーとみなされる。ムハンマド・アフマドの使命は、世の中に信義を取り戻し、預言者イーサーの再臨に備えて道を整えることであった。マフディー運動は、イスラーム黎明期の教えに立ち返ることを主張しており、原理主義運動であった。男性には酒や煙草をやめることを求め、女性には社会からの隔離を厳格に求めた。
ムハンマド・アフマドは聖戦（ジハード）がすべてのムスリムの義務であるとし、聖戦を巡礼（ハッジ）に代えることを主張した。信仰告白（シャハーダ）の文句も、「ムハンマド・アフマドは神に導かれた者、預言者の代理なり」に置き換わった。また、喜捨（ザカート）は国に納める税金になった。

## サイイド・アブドゥルラフマン・アル＝マフディー（1885年–1959年）
イギリスは、1898年にマフディー国を滅亡させた後、マフディー運動を抑圧した。また、当初、ムハンマド・アフマドの息子、アブドゥルラフマンの活動を厳しく制限したが、彼はすぐにアンサールを主導する人物に育った。英埃領スーダンと通称される植民地時代における多くの期間、イギリス人は、マフディー運動を穏健に導く指導者として、アブドゥルラフマンを重要視した。
1920年代後半には、毎年ラマダーン月になると、5千人から1万5千人の巡礼がアーバー島目指してやってくるようになった。巡礼の多くはアブドゥルラフマンが預言者イーサーの再臨であると信じ、彼がキリスト教徒の白人入植者たちをスーダンから追い出してくれるものと思っていた。アブドゥルラフマンは、ナイジェリアやカメルーンの宗教指導者と書簡で連絡を取り合っており、マフディー運動へのアンサールが最終的にキリスト教徒に対して勝利を収めると書いていた。イギリス人はこれに気づき、西アフリカの植民地における政情不安に関して、アブドゥルラフマンを非難した。西アフリカからアーバー島に来た巡礼者が大規模なデモを行った1924年以後、アブドゥルラフマンは巡礼を中止させたといわれている。
アンサール及びアブドゥルラフマンと似た立場にあったが、アブドゥルラフマンとしばしば対立したのが、ハトミーヤ教団の指導者、アリー・アル＝ミールガニーであった。両者とも若者たちを神秘主義に立脚した運動に組織したが、独立が視野に入ったころ、対立する政党をおのおのが支持した。1936年にイギリスとエジプトの間で結ばれた条約の締結交渉においては、種々諸々の議題のうち、将来のスーダンについても話し合いがなされた。しかしながらスーダン人に議題が諮られることはなかった。教育を受けたスーダン人たちの中には懸念を持つ者の数が増えてきており、アンサールはそのような者たちを惹きつけた。アンサールの指導者たちはアル＝マフディー（ムハンマド・アフマド）こそが最初のスーダン民族主義者であったと言い、多くの者がアブドゥルラフマンを魅力的な独立運動の指導者として考えるようになった。対照的に、アリー・アル＝ミールガニーとハトミーヤ教団はナイル峡谷の一体化に賛成する親エジプト派であるとみなされるようになった。
1944年8月、アブドゥルラフマンは上院議員や部族長らと会合を開き、マフディー運動とは関係を持たない独立派の政党を作ることについて話し合った。1945年2月に「ウンマ党」（the National Umma Party）が組織され、党の第一書記、アブドゥッラー・ハリールが政府樹立の請願を行った。ウンマ党の綱領には、アブドゥルラフマンやアンサールについての言及はない。わずかに設立基金に関して党がアブドゥルラフマンを恃みにしたという点で、つながりが明らかにされている。
サイイド・アブドゥルラフマン・アル＝マフディーは、1959年に74歳で亡くなった。アブドゥルラフマンのイマーム位は、息子のサーディク・アル＝マフディーが2年ほど継いだあと、1961年に同じく息子のアル＝ハーディー・アル＝マフディーが継いだ。一方で、ウンマ党のリーダーシップは、サーディクの息子、サーディク・アル＝マフディーが引き継いだ。

## サーディク・アル＝マフディー（1964年– ）
スーダンのウンマ党は徐々にアンサールの運動との関係を深めていった。1964年11月にはアル＝マフディー家のサーディク、アブドゥルラフマンの孫にあたる人物がウンマ党の党首に選出された。

### 軍部によるアーバー島の強襲事件（1970年)
1969年11月、ガーファル・アン＝ヌメイリー（Gaafar Nimeiry）が首相になった。当時の政府はほとんどが文民により構成されていたが、アンサールが主導する軍部保守派は、政府に反対する立場を取った。イマーム・アル＝ハーディー・アル＝マフディーはアーバー島の根拠地に引き下がった。1970年3月ニメイリーは島を訪問しイマームと対話しようとしたが、敵対的な群衆に妨害された。政府に反対するアンサールの数は30,000人にまで膨れ上がり、政府軍とのあいだで衝突が起きた。航空兵力のサポートを受けた軍隊が島を強襲し、約3,000人の死者を出した。
サーディク・アル＝マフディーは1970年に逮捕され、何年もの間、スーダン内の監獄への一時収容と国外追放とが繰り返された。1985年にサーディク・アル＝マフディーは再びウンマ党の党首に選出され、1986年の選挙でスーダンの首相に選ばれた。しかし、在職中の1989年にクーデタが発生し、政府が転覆した。サーディクはさらに投獄と追放を経験したのち、2000年にスーダンに帰還した。2002年にはアンサールのイマームに選ばれ、2003年にウンマ党の党首に再選出された。